# Juan Álvaro Zapata
Juan Álvaro Zapata   (Calataiud i Torralba de Ribota, c. 1562 - Tàrrega, 13 d'octubre de 1623) O. Cis. va ser un religiós aragonès de l'orde del Cister, que va ser bisbe de Bosa i de Solsona.

## Biografia
Alguns afirmaven antigament que era nascut a Torralba, després es va canviar això per Calataiud. Va manifestar la seva doctrina a la Universitat d'Alcalá, i al Reial Monestir de Veruela, on va ser abat des del 19 de març de 1602, el darrer dels perpetus i alhora va ser mestre de la congregació i visitador nomenat per l'abat del Cister dels monestir de Catalunya. Va estar present també com a estudiant dels Col·legis de Sant Jordi i Sant Domènec de Tortosa. A més, va ser també comendatari de Gerri de la Sal. Va ser nomenat bisbe de Bosa el 18 de juny de 1612 i ordenat a l'any següent, però no duraria gaire en el càrrec, perquè aviat Felip III de Castella el va promoure al bisbat de Solsona l'11 de març de 1613.
Durant el seu mandat a Solsona, va ser partidari de la promoció del col·legi dominic d'en Llobera per oferir estudis superiors per l'èxit i afluència d'estudiants que havia tingut. Va prendre consciència d'aquesta situació i va recomanar al papa que aquests estudis fossin elevats a universitaris i s'atorgués la potestat de conferir graus superiors. El centre va ser promogut a aquest grau el 1620 mitjançant una butlla del papa Pau V i es va erigir la Universitat Literària de Solsona.
En aquell moment les persecucions per bruixeria van ser comunes a Catalunya. El 1621 el govern central va intervenir, i el Consell d'Aragó va enviar als bisbes i altres càrrecs a través de l'Audiència el suggeriment que es donés el perdó general a les dones considerades bruixes i que aquests passessin en endavant al tribunal de la Santa Inquisició. Álvaro va contestar que estava d'acord amb la proposta, i a més va afirmar que la bruixeria era una falsedat i una il·lusió, va afirmar de fet que «tots els jutges seculars, desitjant fer valer la seva jurisdicció, s'enganyen a si mateixos amb freqüència», i explicava que la qüestió judicial no seria fàcilment resolta, doncs era difícil privar de la seva jurisdicció a uns barons que en gairebé tots els casos es defenien a través de la força de les armes. A més, va informar del cas del caçador de bruixes anomenat Tarragó, que viatjava identificant dones com bruixes i despullant-les i posant-les-hi una marca, però que moltes vegades ho feia per plaer d'ell i dels seus companys. De fet, Tarragó va ser arrestat pels oficials del bisbe i enviat a Barcelona, però va escapar i desaparèixer.
Álvaro també va ser conegut pels seus escrits. La seva obra principal va ser Vida, penitencia y milagros de nuestro gloriosisimo Padre […] San Bernardo, traducida del latín en romance, que va ser publicada a Saragossa el 1595 i a València el 1597, que contenia a més un altre text anomenat Relación de la fundación, y cosas particulares de todos los Monasterios Cistercienses de la Corona de Aragón. També va traduir alguns opuscles de Sant Bernat al castellà i va escriure diverses poesies enaltint també al mateix sant.